# Wendat (langue)
Ne doit pas être confondu avec wyandot.
Pour les articles homonymes, voir Wendat.
Le wendat est l'une des langues iroquoiennes parlées traditionnellement par les Premières Nations huronnes-wendats. Wendat signifie « île ». Le wendat était à l'origine parlé en Oklahoma et au Québec. La langue maternelle des Wendats n'est aujourd'hui plus le wendat, mais elle peut être étudiée comme langue seconde. Dans la seule communauté huronne-wendate du Canada, située à Wendake, à proximité de la ville de Québec, les panneaux de signalisation routière bilingue sont affichés en français et en wendat. Elle est aujourd'hui en cours de revitalisation. 
Les paroles de l'hymne de Noël Noël huron,,, écrit en 1643 par le missionnaire Jean de Brébeuf, furent écrites en wendat.

## Écriture

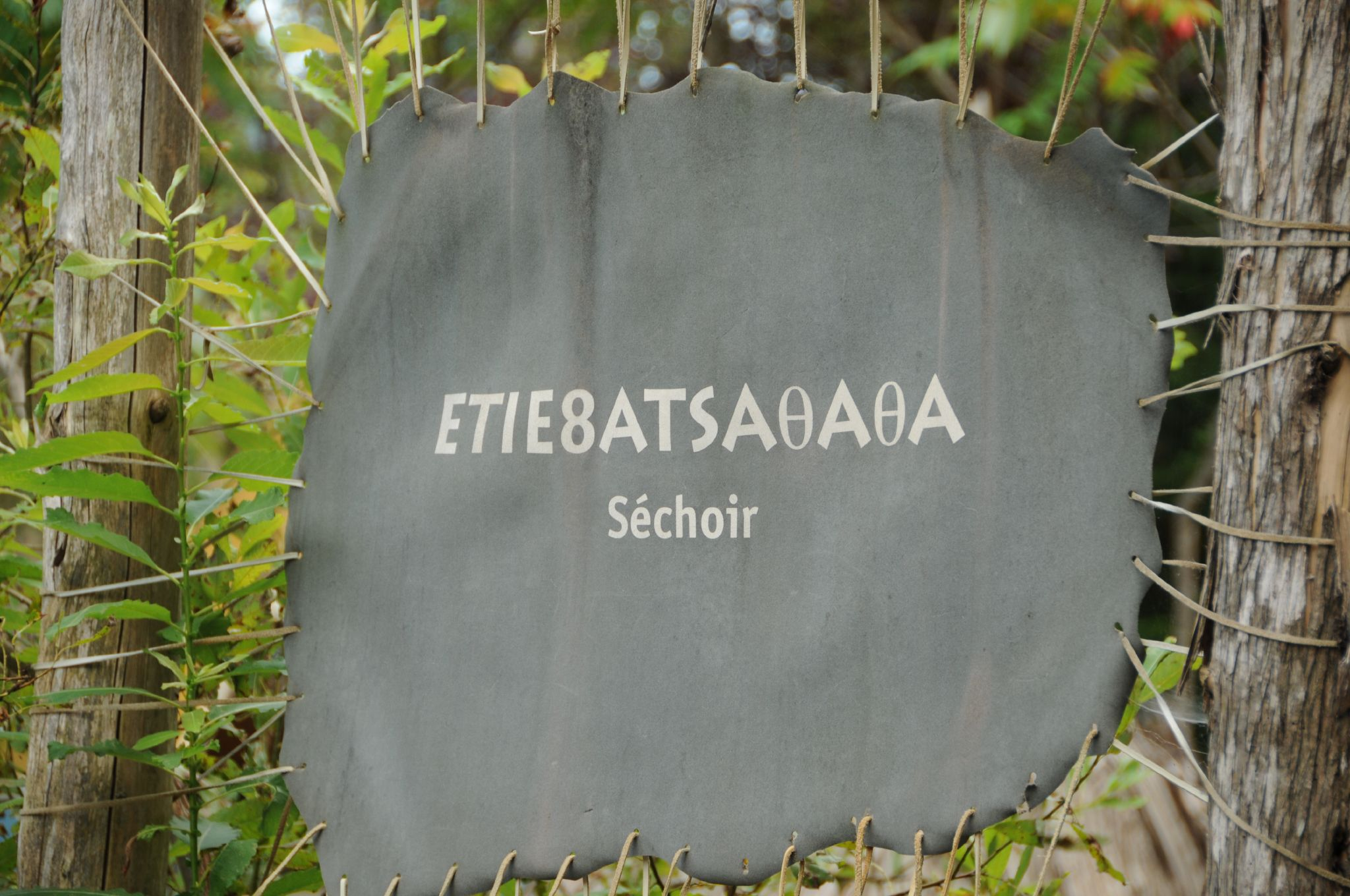
Panneau bilingue wendat-français utilisant l’ancienne orthographe wendat.

La langue est écrite en alphabet latin, en utilisant toutefois deux lettres additionnelles, le thêta (θ) pour /θ/, et le « ou latin » (Ȣ ȣ, aussi représenté avec le chiffre 8 en pratique) pour /u/. Depuis 2001, l’écriture se normalise avec l’alphabet latin ordinaire : le « chiffre 8 » est remplacé par un W devant une voyelle, ou par un U (prononcé /u/) autrement. D’autres ajustements accompagnent ce changement. Par exemple, l’école primaire de Wendake, anciennement appelée « Tsȣtaïe » devient « Etsutah », et le journal de Wendake change son nom de « Akȣenra » en « Yakwenra ».
| majuscules | A | Ä | C | D | E | Ë | G | H | I | Ï | J | K | N | O | Ö | R | S | T | U | Ü | W | Y | ’ |
| minuscules | a | ä | c | d | e | ë | g | h | i | ï | j | k | n | o | ö | r | s | t | u | ü | w | y | ’ |

Le c est toujours suivi par le h pour former le digramme ‹ ch › ; le u est toujours précédé par le o pour former le digramme ‹ ou › et le d est toujours précédé par le n ‹ nd ›. La nasalisation est indiquée en suivant la voyelle avec le n ‹ an en on ›. Le tréma indique que la voyelle est prononcé séparément, par exemple dans ‹ önenhaʼ › (« maïs ») le o n’est pas nasalisé.

## Lexique wendat - français

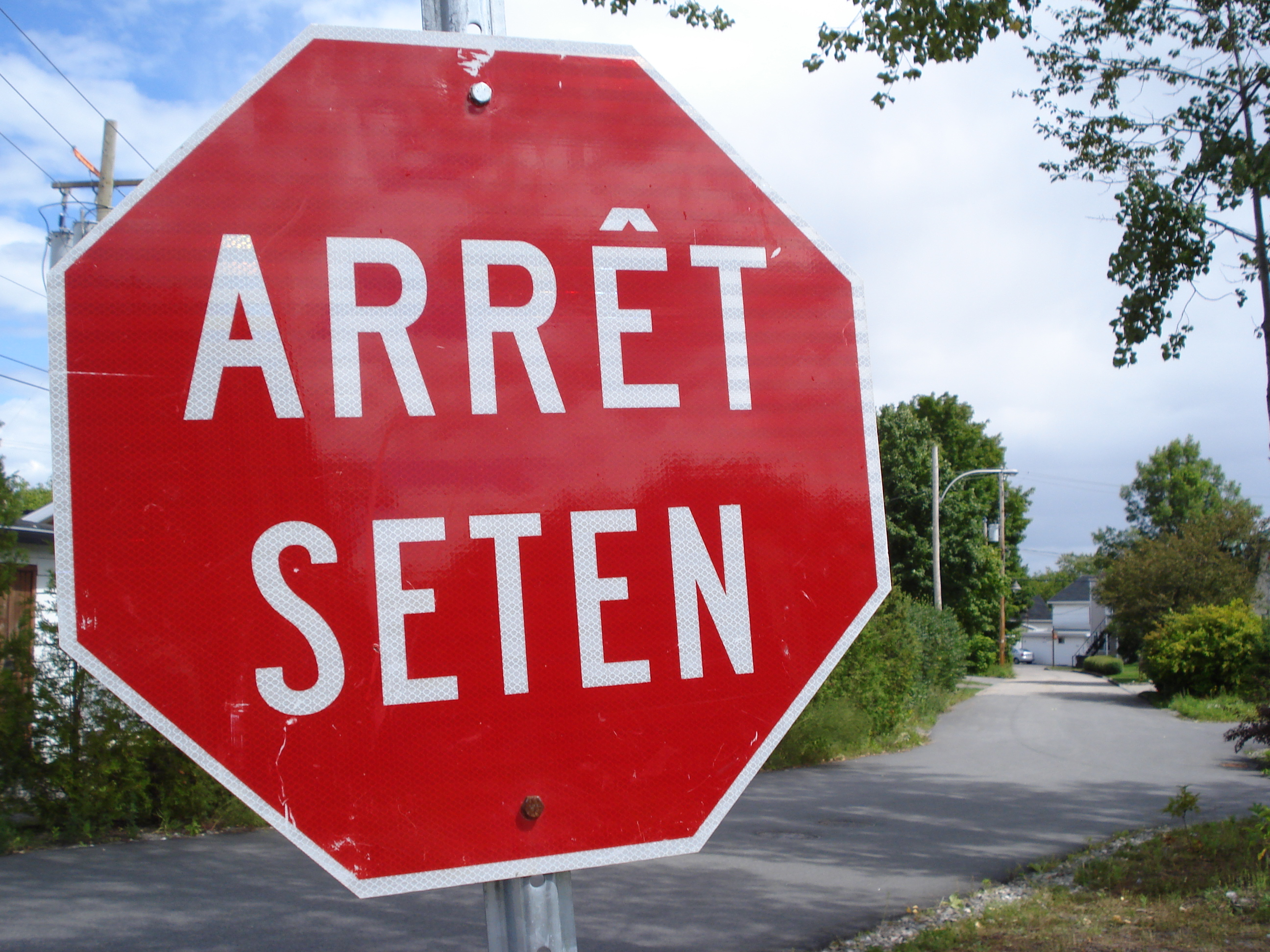
Panneau d'arrêt en français et en wendat.

| Wendat    | Français         | Wendat        | Français        |
| --------- | ---------------- | ------------- | --------------- |
| skat      | 1 un             | tendi         | 2 deux          |
| achienk   | 3 trois          | ndak          | 4 quatre        |
| wich      | 5 cinq           | wahia         | 6 six           |
| tsoutare  | 7 sept           | aʼtere        | 8 huit          |
| entron    | 9 neuf           | ahsen         | 10 dix          |
| kwe       | salut            | Händiahaon.   | C'est un homme. |
| Önhetien. | C'est une femme. | yäniennonh    | chien           |
| awen      | eau              | atsihenstatsi | noir            |